# Acenocoumarol
Acenocoumarol is een cumarinederivaat dat gebruikt wordt als anticoagulans, dus om de bloedstolling te remmen. Het werd in Nederland  verkocht door Novartis onder de merknaam Sintrom en is nog in de handel door verschillende andere bedrijven als generiek geneesmiddel.
De werking van acenocoumarol is vergelijkbaar met die van de andere cumarinederivaten fenprocoumon en warfarine: het zijn alle drie vitamine K-antagonisten, die de mogelijkheid van de lever verstoren om vitamine K te verwerken. Het voornaamste verschil ligt in de werkingsduur: die is bij acenocoumarol veel korter (halveringstijd ca. 11 uur in vergelijking met ca. 40 en 140 uur bij respectievelijk warfarine en fenprocoumon). Het gevolg is dat de kwaliteit van de antistolling meer aan schommeling onderhevig is bij het gebruik van acenocoumarol. Met acenocoumarol is het effect van een dosisaanpassing sneller merkbaar dan bij fenprocoumon, waar dat pas na enkele dagen zichtbaar is.
Acenocoumarol remt de bloedstolling door de productie te blokkeren van een aantal belangrijke stollingsfactoren, namelijk II (protrombine), VII (anti-hemofilie-factor), IX en X evenals proteïne–C en proteïne–S. Deze stollingsfactoren worden uit inactieve precursor-proteïnen gevormd, waarbij vitamine K nodig is voor activering van de γ-carboxyleringsreacties. Acenocoumarol heeft geen invloed op reeds gevormde stollingsfactoren.
De werking is maximaal na circa 36 tot 72 uur, onafhankelijk van de dosis. De werking houdt aan tot 48 uur na de laatste dosis. In de lever wordt acenocoumarol na verloop van tijd omgezet in inactieve metabolieten.

## Kinetische gegevens
Acenocoumarol is een racemisch mengsel van twee optische isomeren die elkaars spiegelbeeld zijn, namelijk de (S) en (R)-enantiomeren. De (S)-enantiomeren verdwijnen snel uit het bloed. Om deze reden draagt alleen (R)-acenocoumarol bij aan het farmacologische effect. Het belangrijkste enzym dat bij de stofwisseling van acenocoumarol betrokken is, is het cytochroom P450 enzym CYP2C9. In principe interacteert elk middel dat de werking van dit iso-enzym beïnvloedt, met de werking van acenocoumarol. Andere enzymen die betrokken zijn bij de stofwisseling van (R)-acenocoumarol zijn CYP1A2 en CYP2C19.
De resorptie van Acenocoumarol bedraagt meer dan 60%. Tmax = 1–3 uur. Plasma-eiwitbinding: 99%. Na 1 week is ca. 60% met de urine uitgescheiden en ca. 29% met de ontlasting. De halveringstijd bedraagt 8 tot 11 uur.

## Zwangerschapadvies
Acenocoumarol is teratogeen, en is daarom gecontraïndiceerd tijdens de zwangerschap, met name in de eerste 13 weken en na de 36e week van de zwangerschap, net als andere cumarinederivaten. In deze periode is heparine of laagmoleculair heparine een mogelijk alternatief. In sporadische gevallen schrijft de arts tussen de 13 en 36e week van de zwangerschap acenocoumarol voor, maar ook dan bestaat er risico op met name afwijkingen van het centrale zenuwstelsel van de foetus.

## Borstvoeding
Voor het gebruik van acenocoumarol in de periode waarin borstvoeding wordt gegeven, gelden geen beperkingen.

## Interacties
De werking van coumarinen kan o.a. worden versterkt door acetylsalicylzuur en andere NSAID's, heparine, schildklierhormonen, glucagon, allopurinol, disulfiram, alcohol, anabole en androgene steroïden, remmers van CYP2C9 (zoals amiodaron, cimetidine, azoolantimycoticum (miconazol vermijden, ook uitwendig/oromucosaal gebruik), SSRI's, probenecide en teniposide), antibiotica (zoals erytromycine, amoxicilline, tetracyclinen, sulfonamiden (co–trimoxazol vermijden), neomycine, chlooramfenicol), sulfonylureumderivaten (tolbutamide), lipidenverlagende middelen (zoals statines), tamoxifen.
De werking van coumarinen kan worden verzwakt door o.a. middelen die CYP2C9 induceren (carbamazepine, barbituraten, rifampicine), proteaseremmers, orale anticonceptiva, azathioprine. Bij eventueel gelijktijdige medicatie met colestyramine (een anionenuitwisselend polystyreenhars) moet colestyramine steeds ten minste 4 uur ná acenocoumarol worden toegediend, daar dit middel anders aan colestyramine wordt geadsorbeerd. Het hypoglykemisch effect van sulfonylureumderivaten zoals tolbutamide kan worden versterkt.

## Overdosering
Afhankelijk van de ernst en aard van de bloeding wordt toediening van het cumarinederivaat tijdelijk of definitief gestaakt en tevens bij lichte bloedingen: 10–20 mg fytomenadion (vitamine K1) oraal of langzaam i.v.; zo nodig na 8–12 uur een tweede, eventueel hogere, dosis geven. Bij levensbedreigende bloedingen: direct vierstollingsfactorenconcentraat of 'fresh frozen'-plasma geven, gevolgd door 10–20 mg fytomenadion langzaam i.v. (in totaal max. 40 mg).